# Parki miejskie w Szprotawie

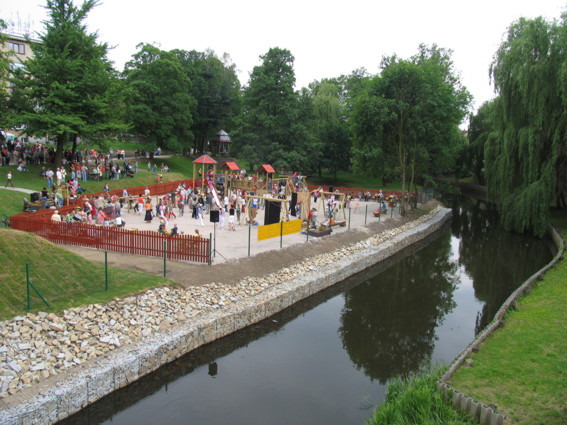
Ogród jordanowski w Szprotawie

Parki miejskie w Szprotawie łącznie z lasami komunalnymi stanowią obszar o powierzchni 113 ha. Urządzanie parków rozpoczęto w XIX wieku. Opiekę nad nimi sprawowało Towarzystwo Upiększania Miasta oraz ogrodnik miejski.

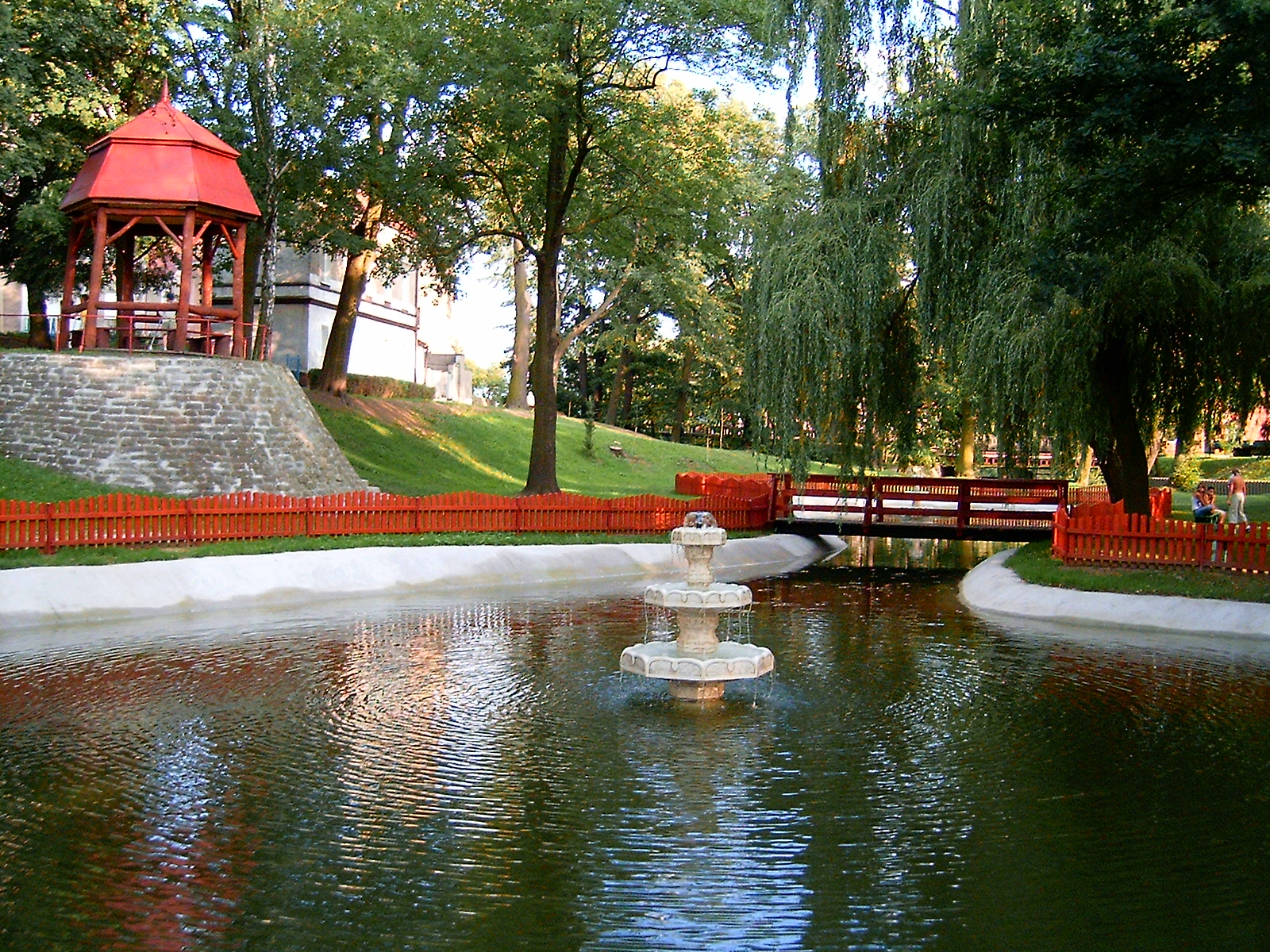
Fragment Parku Göpperta

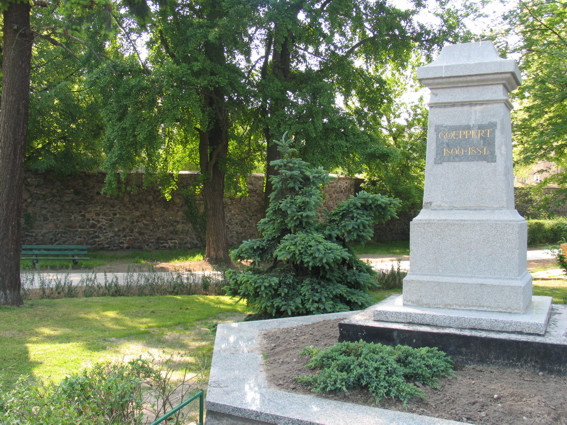
Pomnik Göpperta w parku, na tle murów obronnych

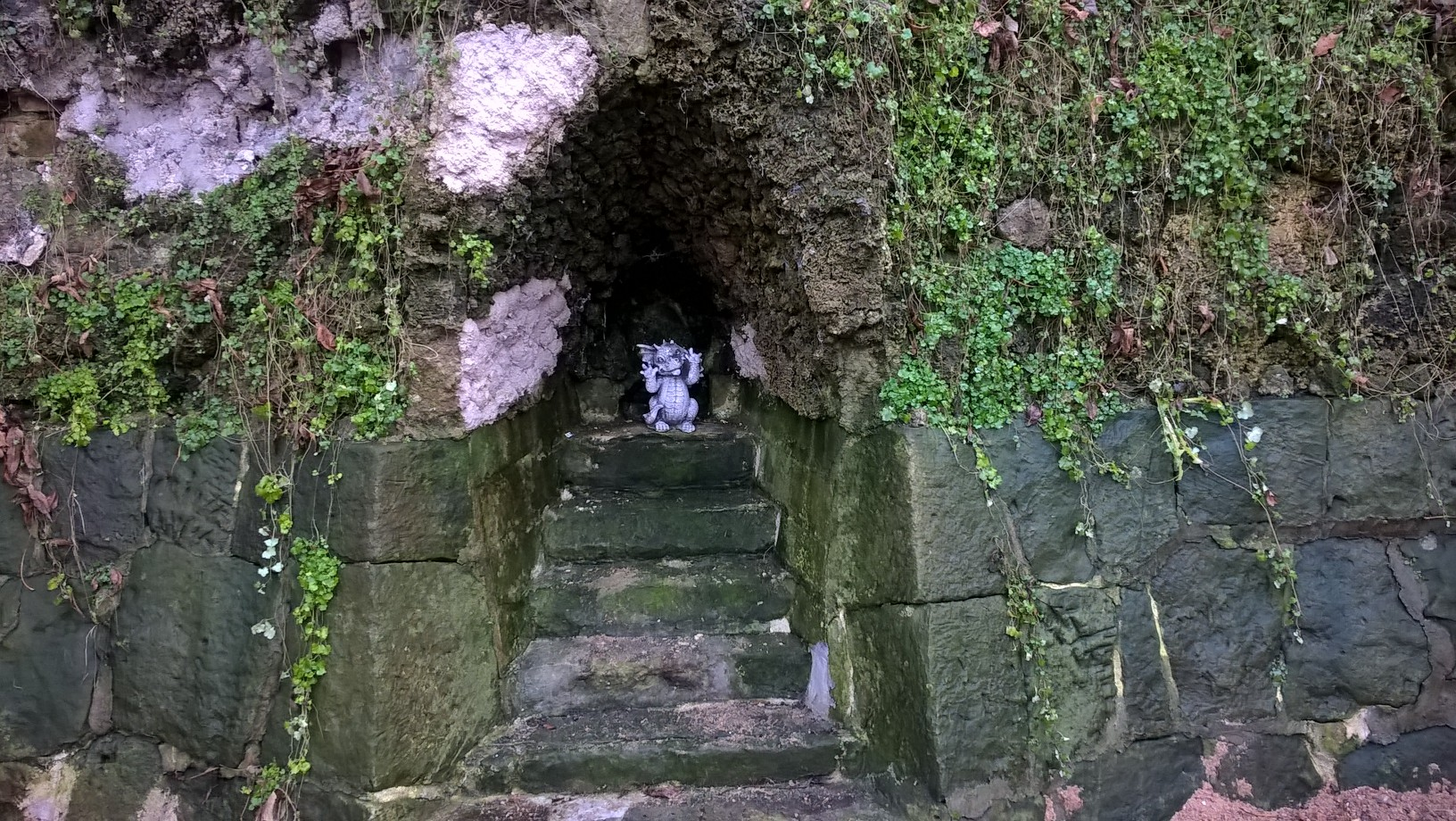
Grota w zabytkowym Parku Göpperta w Szprotawie

Na terenie miasta znajdują się 4 parki:
- Park Göpperta (Goepperta) z końca XIX wieku, położony na zewnątrz linii dawnych murów obronnych, z grotą, fontannami, pomnikami i promenadami, wpisany do rejestru konserwatora zabytków[2]. W latach 2006–2008 odrestaurowany[3]. W 2007 w granicach parku otwarto ogród jordanowski. Walory parku zostały ujęte w opracowaniu Macieja Boryny i Jana Ryszawego wydanym w 2020 r[4].
- Park Słowiański, położony w pradolinie Bobru w południowo-zachodniej części miasta, od 2007 Zespół przyrodniczo-krajobrazowy, do 1945 rezerwat.
- Park Dęby, w południowo-wschodniej części miasta w pradolinie Bobru, relikt dawnego drzewostanu dębowego, do 1945 rezerwat przyrody. W średniowieczu obszar ten stanowił tzw. dobra wójtowskie (sędziowskie), należące do lokatora miasta. W rejonie tym wzmiankowano młyn, a staw przy parku nazywano „kościelnym bajorem” (Kirchlache)[5].
- Park Iława, znany też jako też Park Huta[6], znajdujący się w dzielnicy Iława (Sowiny), w pradolinie Bobru. W parku tym znajdują się szczeliny przeciwlotnicze z okresu II wojny światowej, do których prowadzi oznakowana kolorem czarnym ścieżka dydaktyczna. Z walorów przyrodniczych wymieniane są egzemplarze sędziwych dębów, buk czerwonolistny jako pomnik przyrody i starorzecze Bobru[7]. W 2021 przy parku urządzono mini parking turystyczny.

## Literatura
- M.Boryna "Tajemnice Szprotawy i okolic", 2001
- M.Boryna "Uwarunkowania turystyczne gminy Szprotawa", 2004
- M.Boryna "Gminna Ewidencja Zabytków Gminy Szprotawa", 2005
- Materiały Muzeum Ziemi Szprotawskiej